# Эспланада (Сингапур)
Эспланада — театр в заливе (также известный как Театры Эспланады или Эспланада) (малайск. Esplanade – Teater di Persisiran, джави ايسڤلانيد — تياتر د ڤرسيسيرن; англ. Esplanade – Theatres on the Bay; кит. 濱海藝術中心) — центр исполнительских искусств, расположенный в Сингапуре. Назван в честь соседнего парка Эспланады. Состоит из концертного зала, который вмещает около 1600 человек, и театра вместимостью около 2000 человек.

## История

### Идея
В 1989 году Консультативный совет по вопросам культуры и искусств под председательством вице-премьер-министра Онг Тэн Чеонга подготовил отчет об оценке состояния искусств в Сингапуре. Этот отчет сформулировал основу культурной политики в Сингапуре и привел к созданию Национального совета искусств и Совета национального наследия. В отчете отмечалось отсутствие подходящих площадок для исполнительских искусств; например, театр «Виктория» считался пригодным только для малых и средних спектаклей, а в концертном зале «Виктория» не хватало мест и была маленькая сцена. Согласно отчету рекомендовалось построить новый центр исполнительских искусств. В 1992 году начался процесс планирования строительства театра «Эспланада».

### Происхождение названия
Название центра было объявлено в 1994 году. Он был назван в честь расположенного поблизости парка «Эспланада».

### Строительство
Проектирование театрального центра было начато в 1992 году. Строительство официально началось 11 августа 1992 годаЭспланада занимает место прежнего «Сатай-клуба», популярного заведения среди сингапурцев.
Стоимость строительства Эспланады составила около 600 миллионов сингапурских долларов.

### Открытие
Строительство было закончено в феврале 2001 года. Центр официально открыт 12 октября 2002 года президентом Сингапура Селлапаном Раманатаном.

### История развития
5 июля 2005 года в Эспланаде состоялась церемония открытия 117-й сессии МОК, которая началась с показа международной аудитории 30-минутного спектакля, посвященного истории Сингапура.
В 2014 году Эспланада понесла убытки в размере 2,3 миллионов долларов, что является первым операционным дефицитом с момента открытия. Эта потеря объяснялась прежде всего снижением объёма спонсорства и пожертвований.
Станция городского метро Esplanade MRT открылась 17 апреля 2010 года, обеспечивая связь с железнодорожной системой острова.

## Дизайн

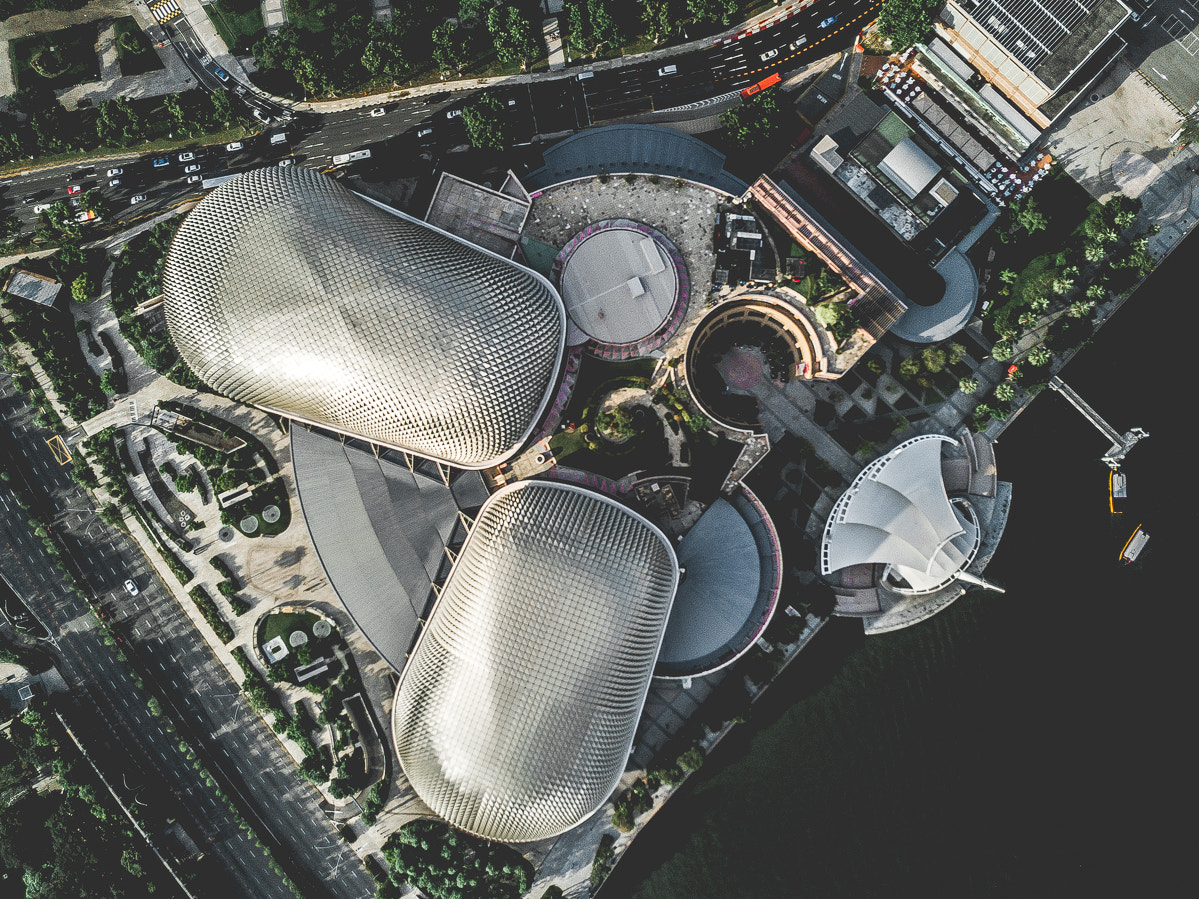
Эспланада — театр в заливе: вид с птичьего полета

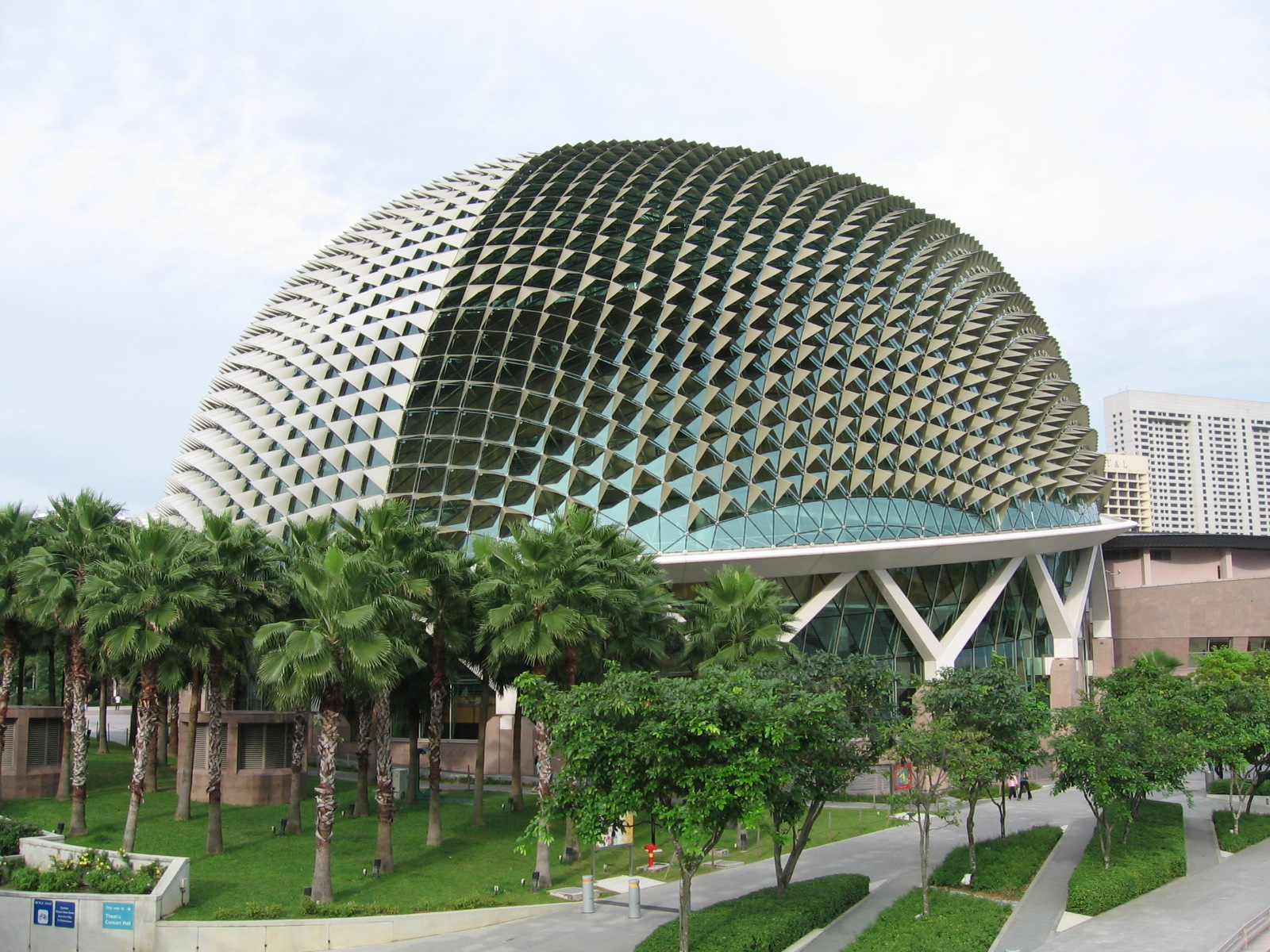
Алюминиевые навесы украшают крышу Эспланады

Здание спроектировали две архитектурные фирмы, которые работали совместно: DP Architects (DPA) из Сингапура и лондонская компания Michael Sparkle & Partners (MWP), последняя покинула проект в мае 1995 года. Дизайн состоит из двух округлых пространств, оснащённых треугольными стеклянными элементами и солнцезащитными элементами.
Оригинальный дизайн, представленный публике в 1994 году, состоял из стеклянных корпусов без сечений, сначала вызвал критику со стороны общественности. Критики также отмечали, что дизайн не чувствителен к расположению и климату Сингапура, поскольку это создало бы оранжерею в тропическом климате Сингапура К окончательному дизайна зданий были добавлены солнцезащитные элементы. Уникальный архитектурный дизайн имеет вид, похожий на тропический фрукт дуриан или на глаза мухи. Более 7000 треугольных алюминиевых солнцезащитных элементов, которые покрывают две его круглые стеклянные конструкции из стекла, выглядели как шипы на двух половинах плода дуриана.

## Возможности

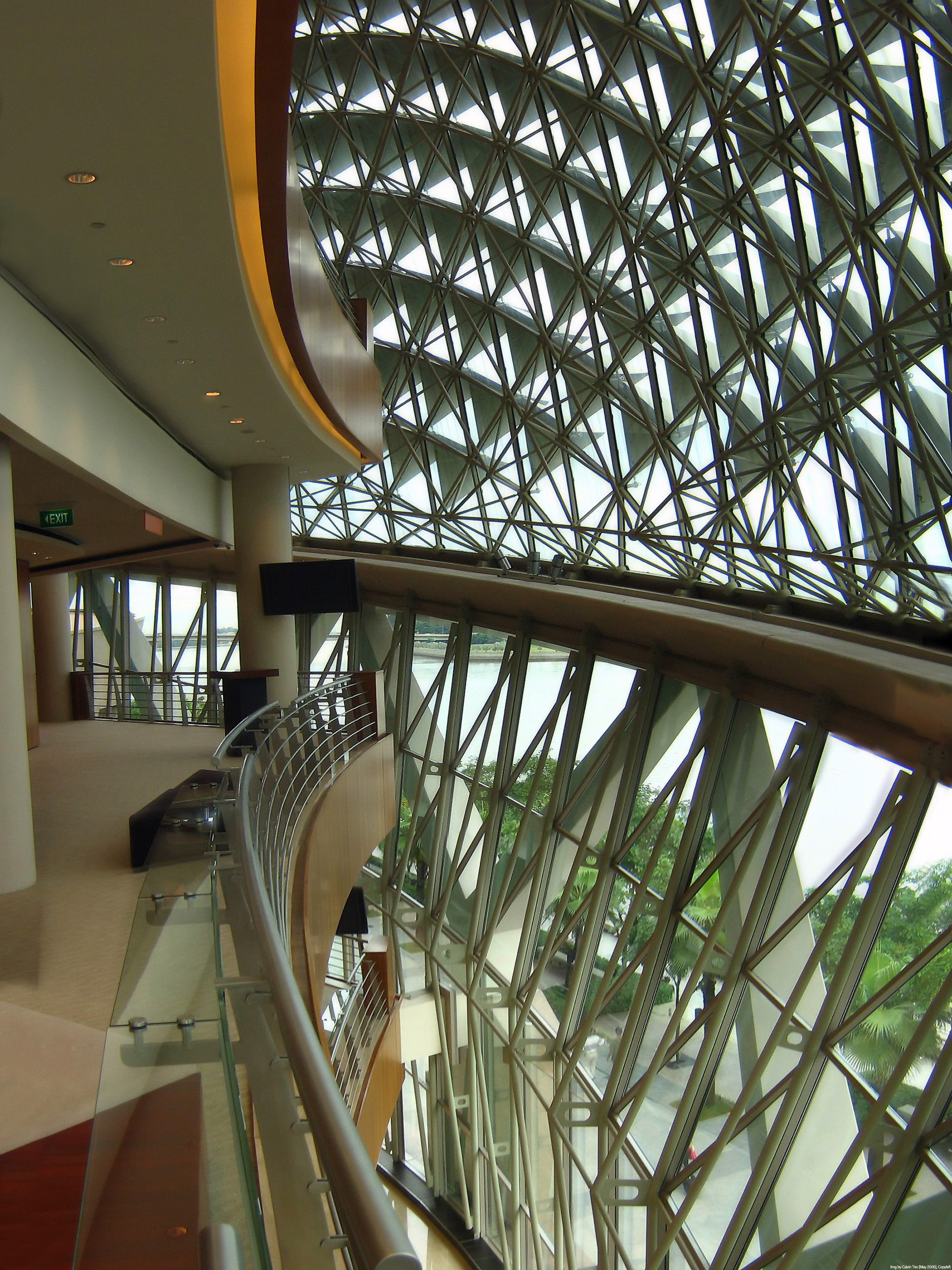
Фойе концертного зала

### Внутреннее убранство
Кроме площадок, Эспланада также содержит места проведения конференций, а также другие пространства, связанные с искусством. Концертный зал и театр соединены между собой через фойе, а торговый центр доступен через вход, расположенный между этими двумя залами

### Концертный зал
Концертный зал служит местом проведения концертов и выступлений. Отличительной чертой зала считается отличная акустика.
Оркестровая платформа способна вместить до 120 музыкантов.
Орган концертных залов включает 4740 труб и 61 остановку. Её спроектировал и построил Иоганнес Клайс Оргельбау.
Концертный зал вмещает около 1600 человек на четырёх уровнях. Есть ещё 200 мест для прихожан хора за сценой концертного зала, которые могут быть превращены в места для дополнительных 200 зрителей.

## Театр
Театр вмещающей около 2000 мест, является типом адаптации формы подковы традиционного европейского оперного театра.

## Сольная студия
Студия Recital Studio способна вместить 245 человек и является местом для небольших камерных музыкальных выступлений, а также презентаций и встреч.

## Театральная студия
Театральная студия, вместимостью до 220 мест — это небольшая сцена для экспериментальных театральных и танцевальных постановок.

## Другие возможности
Библиотека @esplanade, расположена на третьем этаже, — первая публичная библиотека Сингапура, посвященная исполнительскому искусству. Также в торговом центре. На четвёртом этаже здания есть открытое пространство, который является самой высокой точкой, открытой для публики.

## Планы

### Театр набережной Сингтел
10 апреля 2017 года Министерство культуры, общин и молодежи объявило, что Эспланада построит новый театр на набережной среднего размера на закрытой территории, занятой сейчас автостоянкой под открытым небом. Театр будет организован для творческих коллективов, которые нуждаются в театрах среднего размера, поскольку большинство постановок сегодня предназначены для аудитории от 500 до 1000 человек.
Стоимость проекта — 30 миллионов долларов, новый театр будет рассчитан на 550 посадочных мест, и будет завершен до второй половины 2021 года Строительство официально началось 18 июля 2019 года.

## Галерея

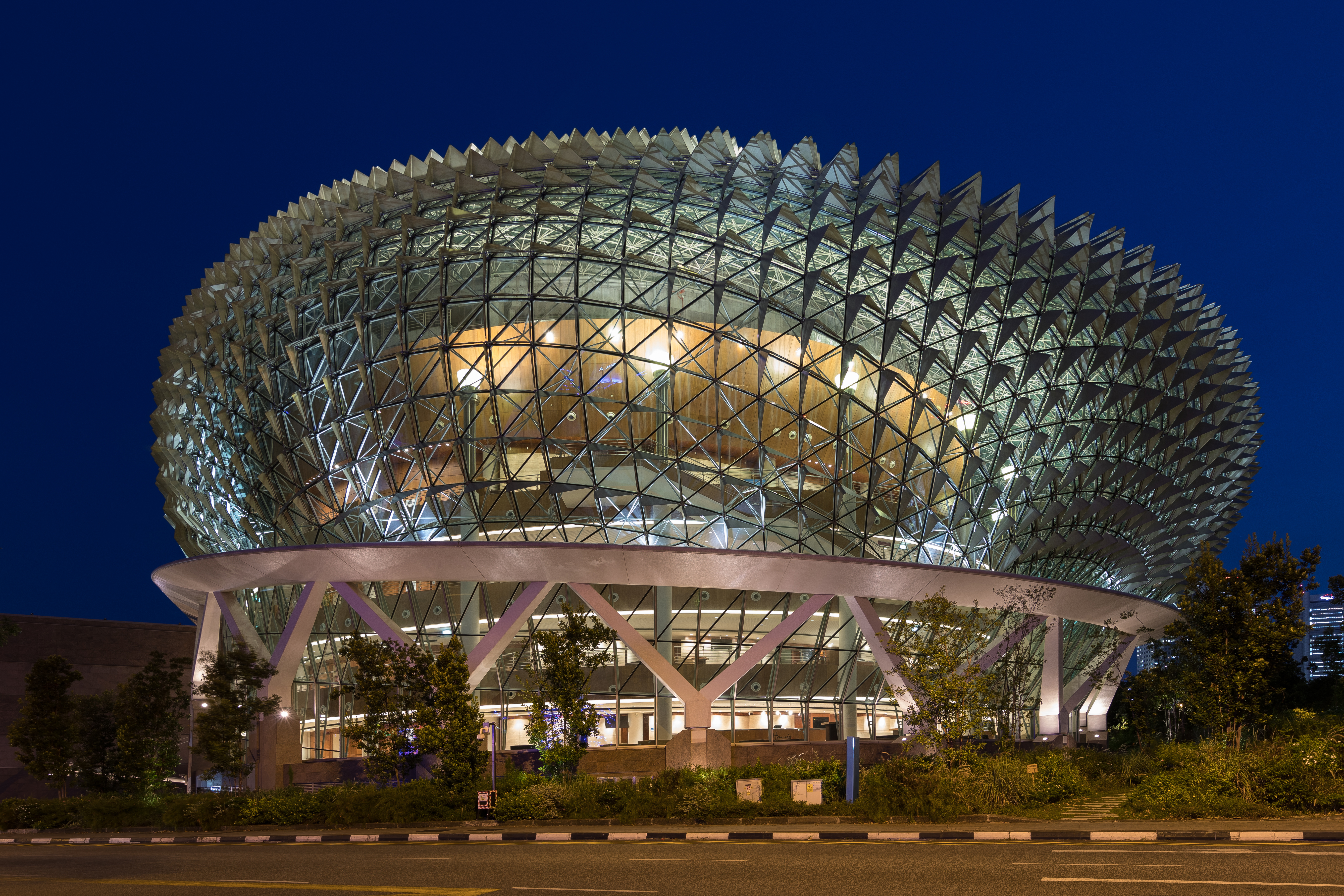
Театр Эспланады в бухте в темное время суток
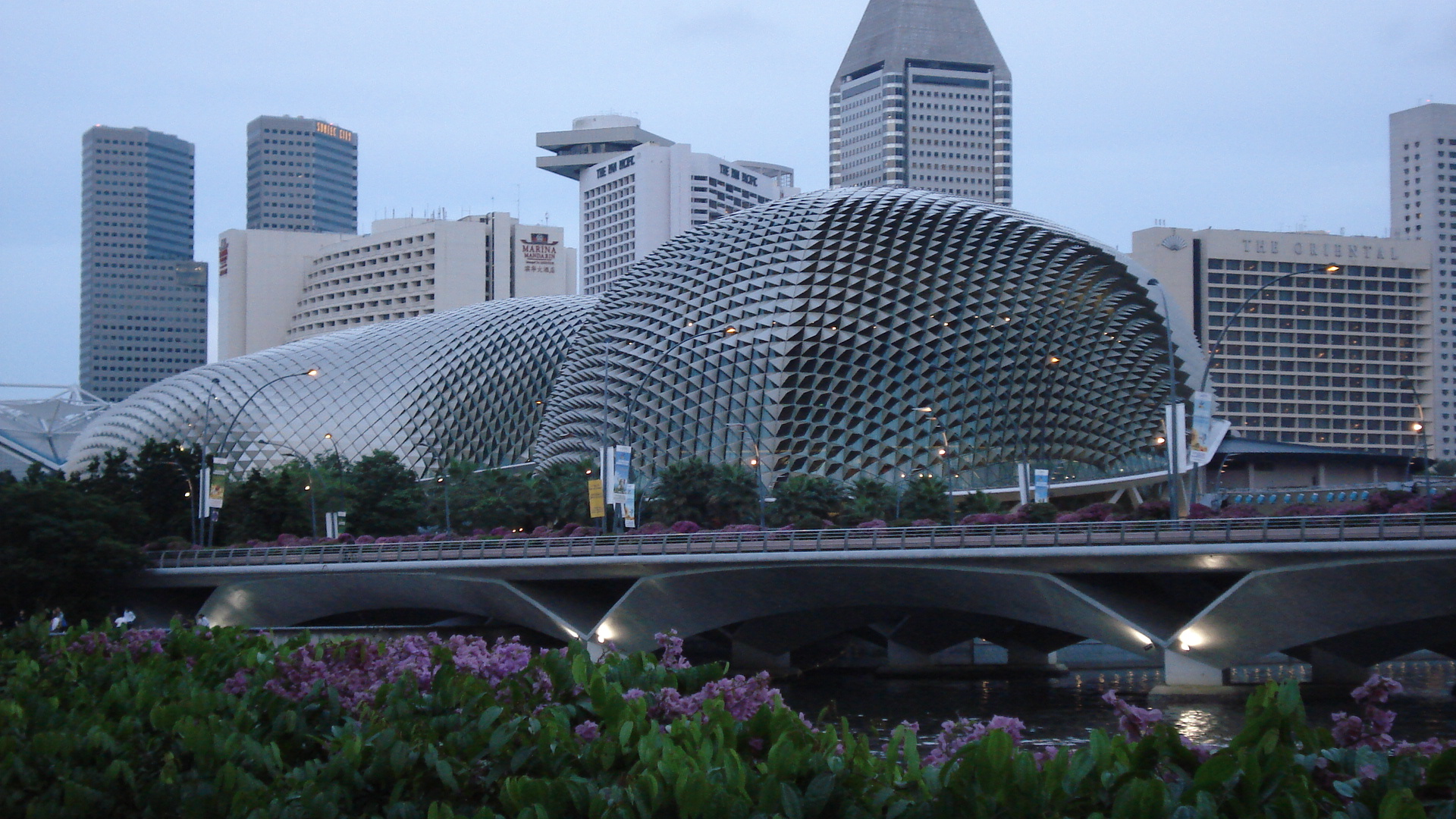
Эспланада выделяется на набережной
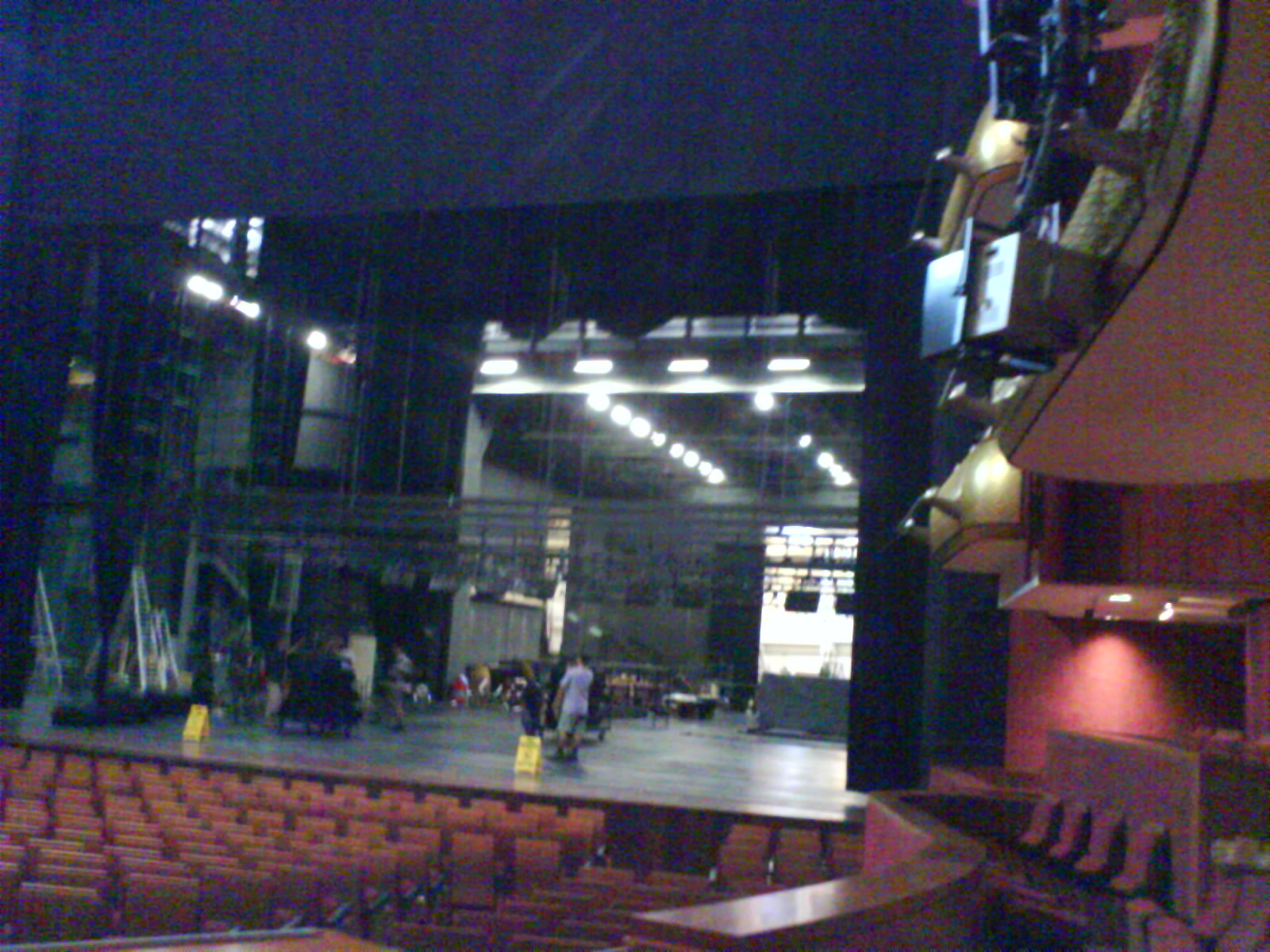
Интерьер театра
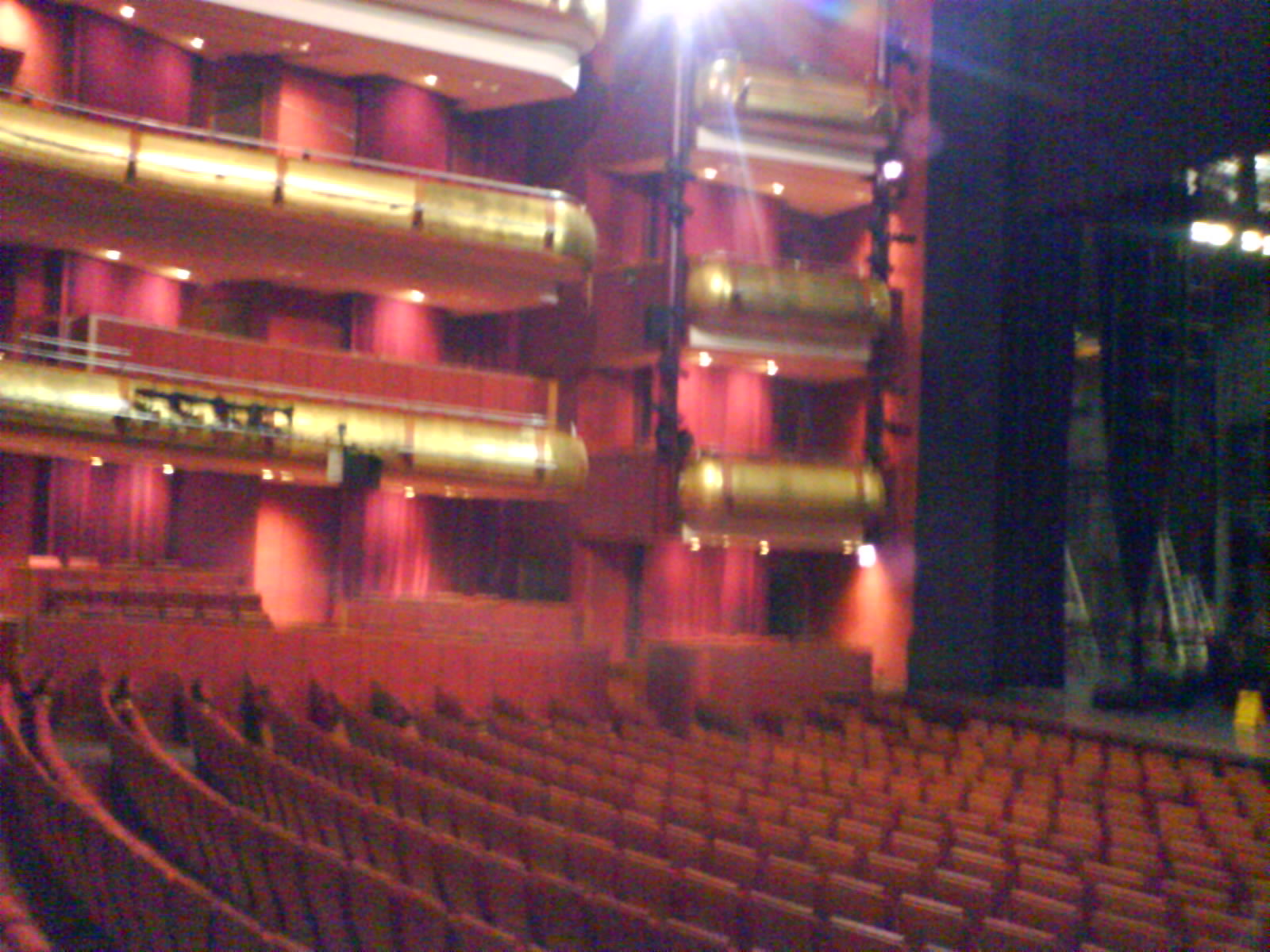
Интерьер театра
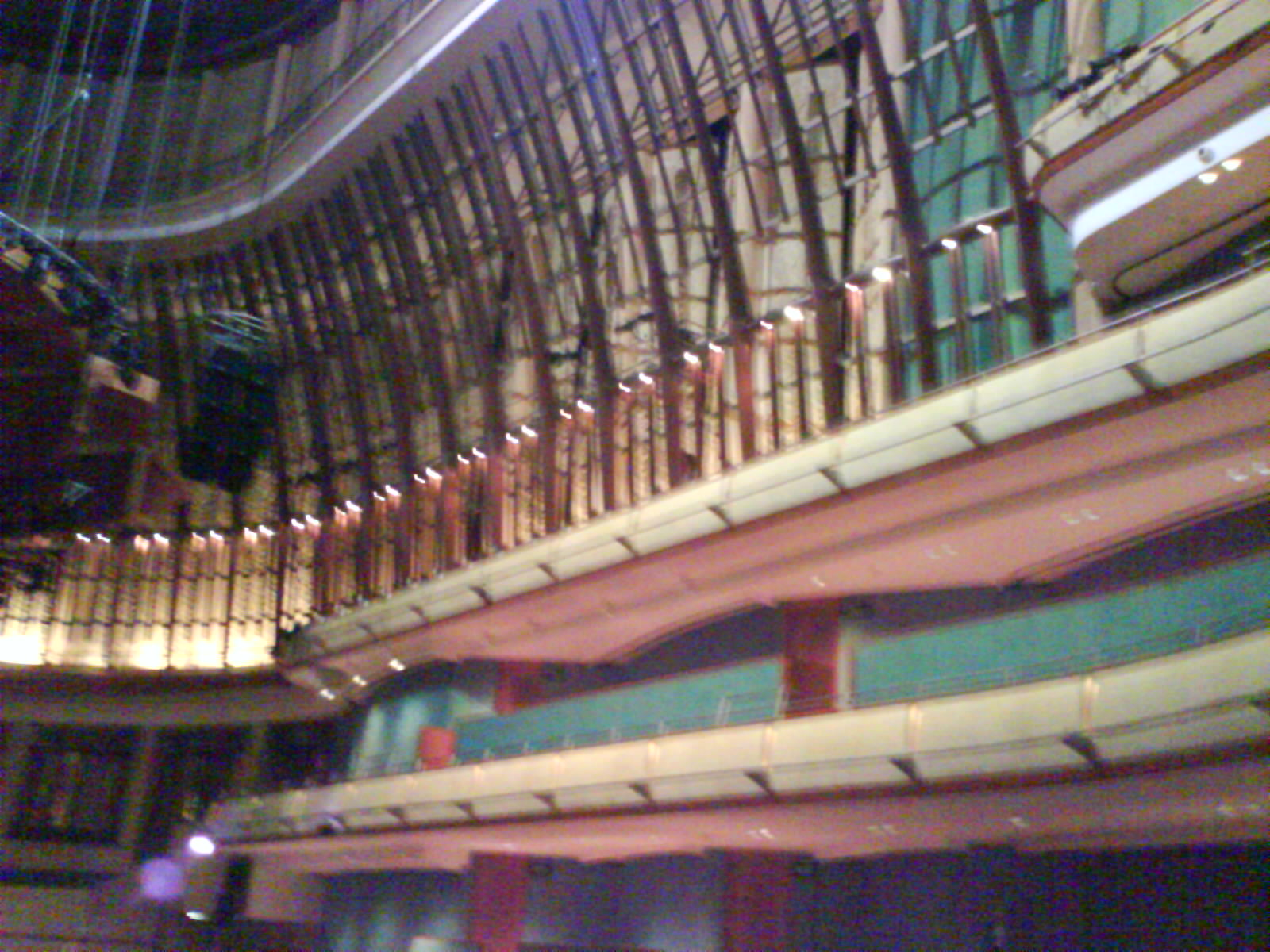
Интерьер концертного зала
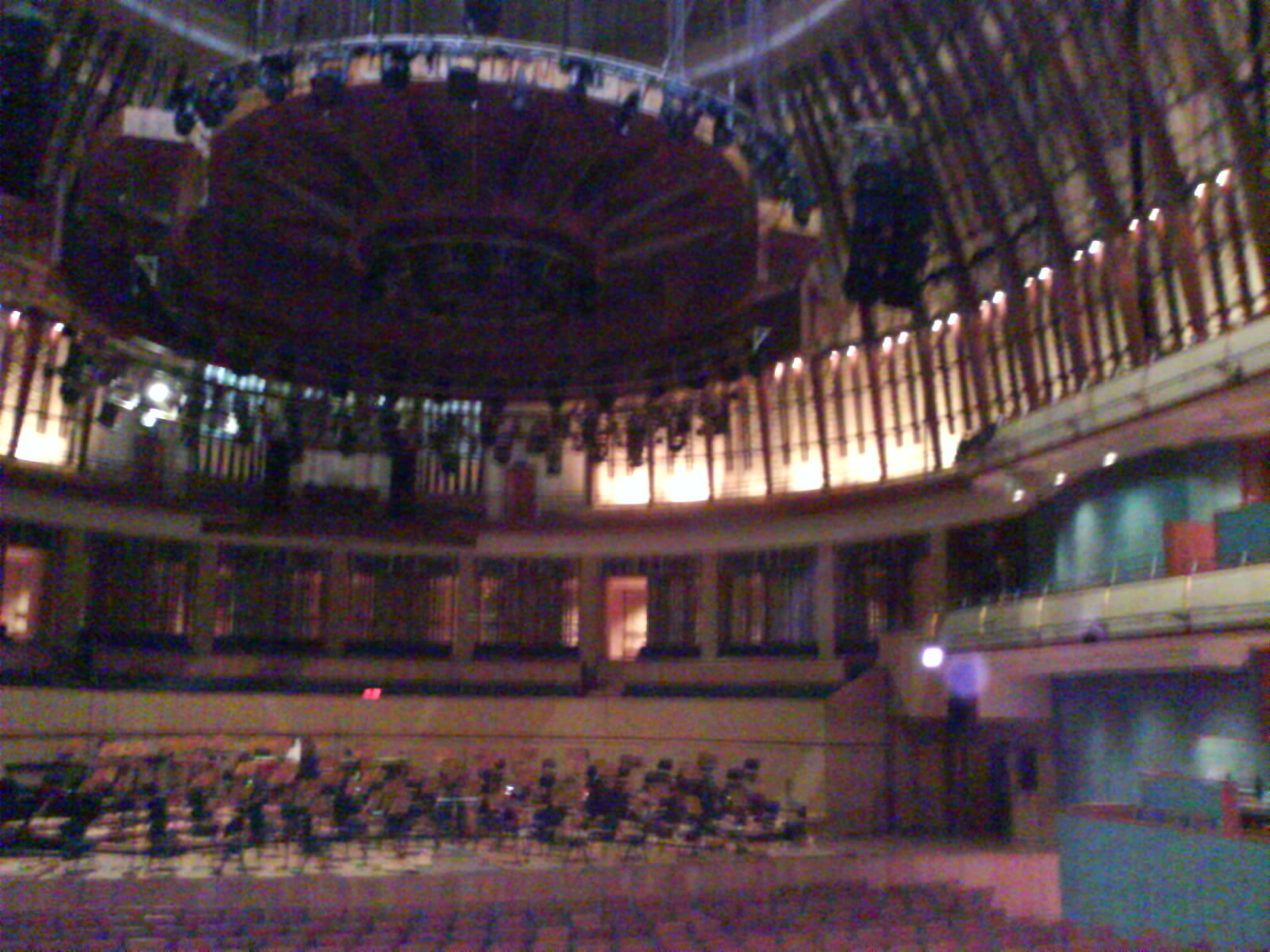
Интерьер концертного зала
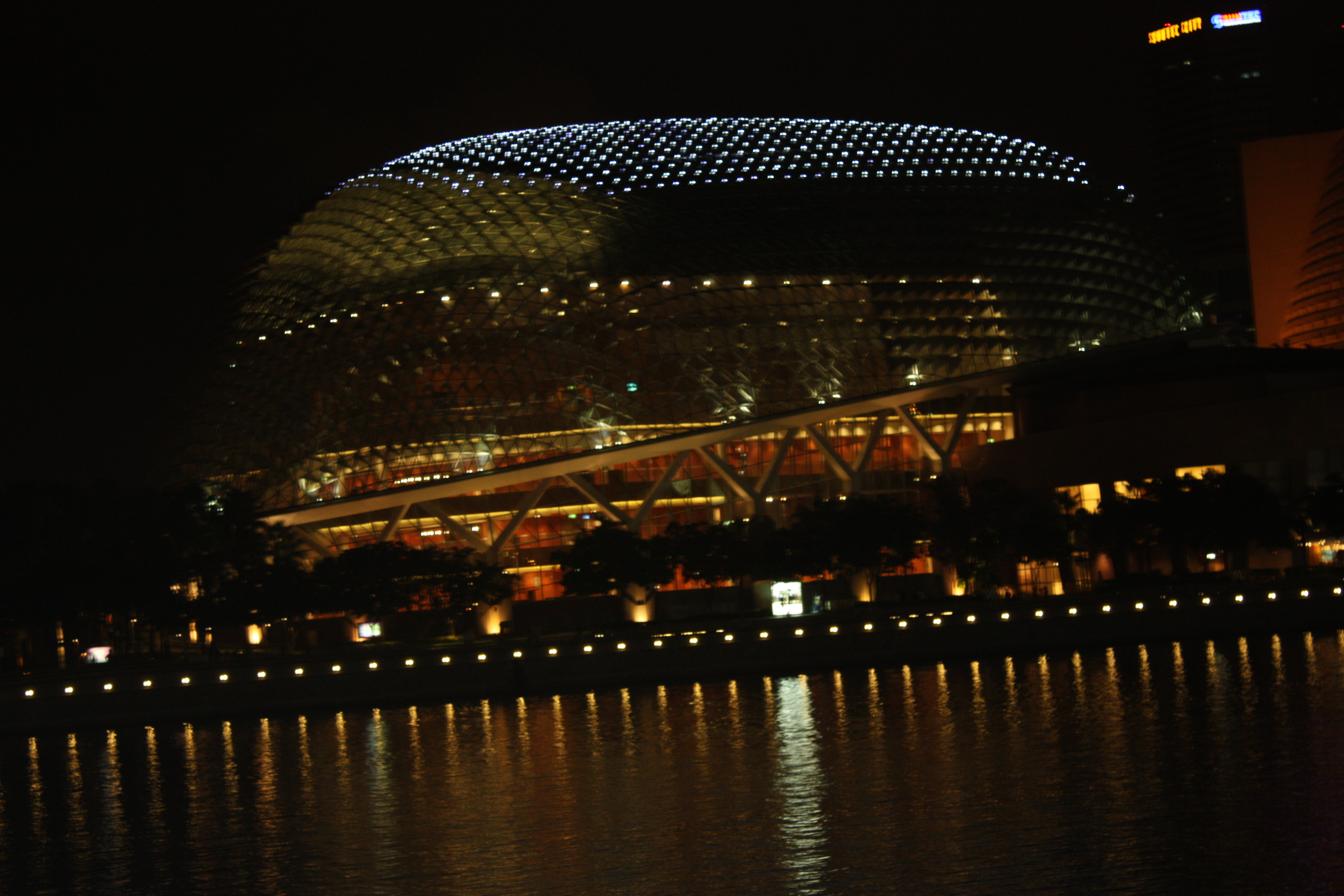
Эспланада ночью
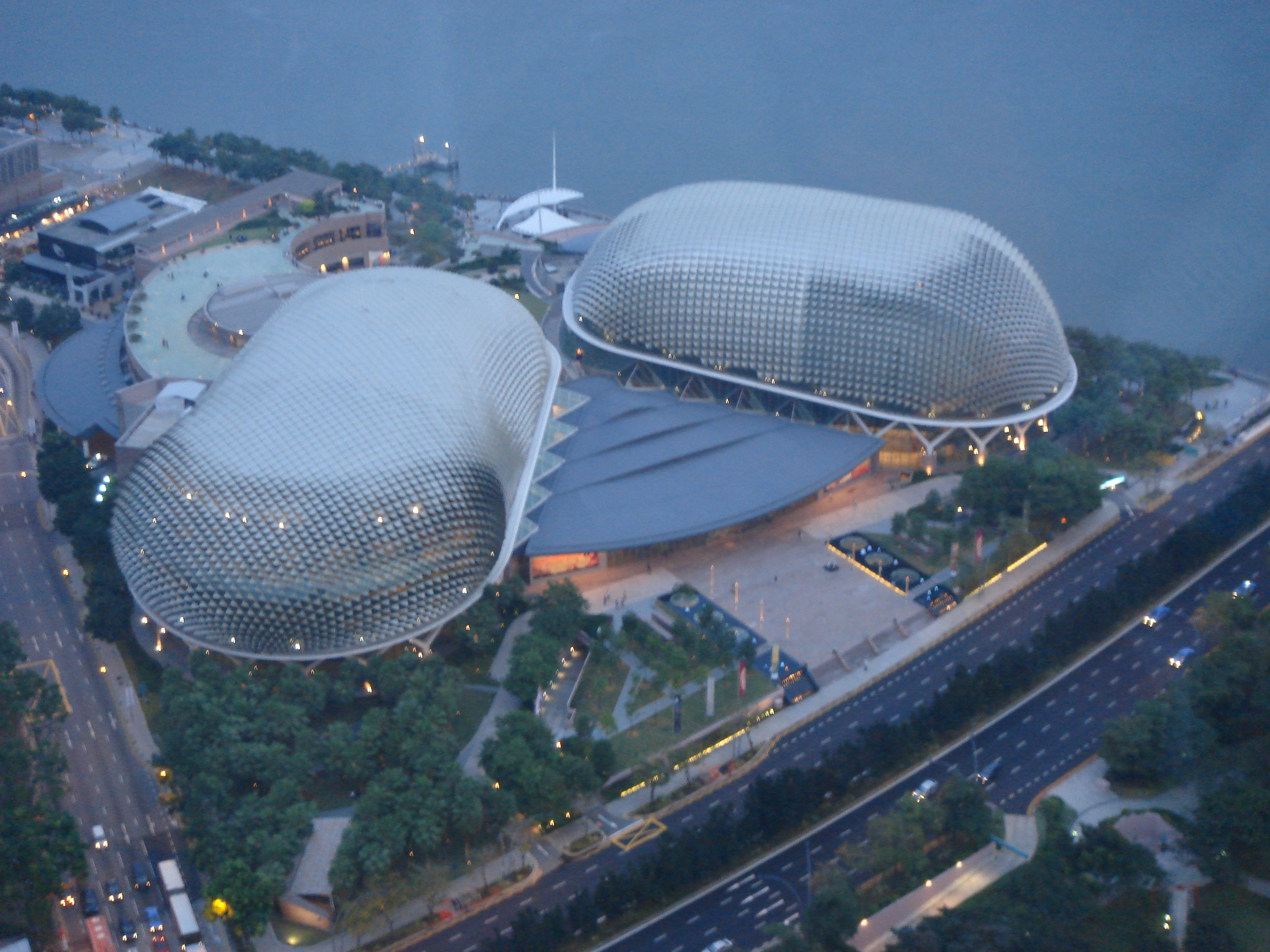
Вид из театра
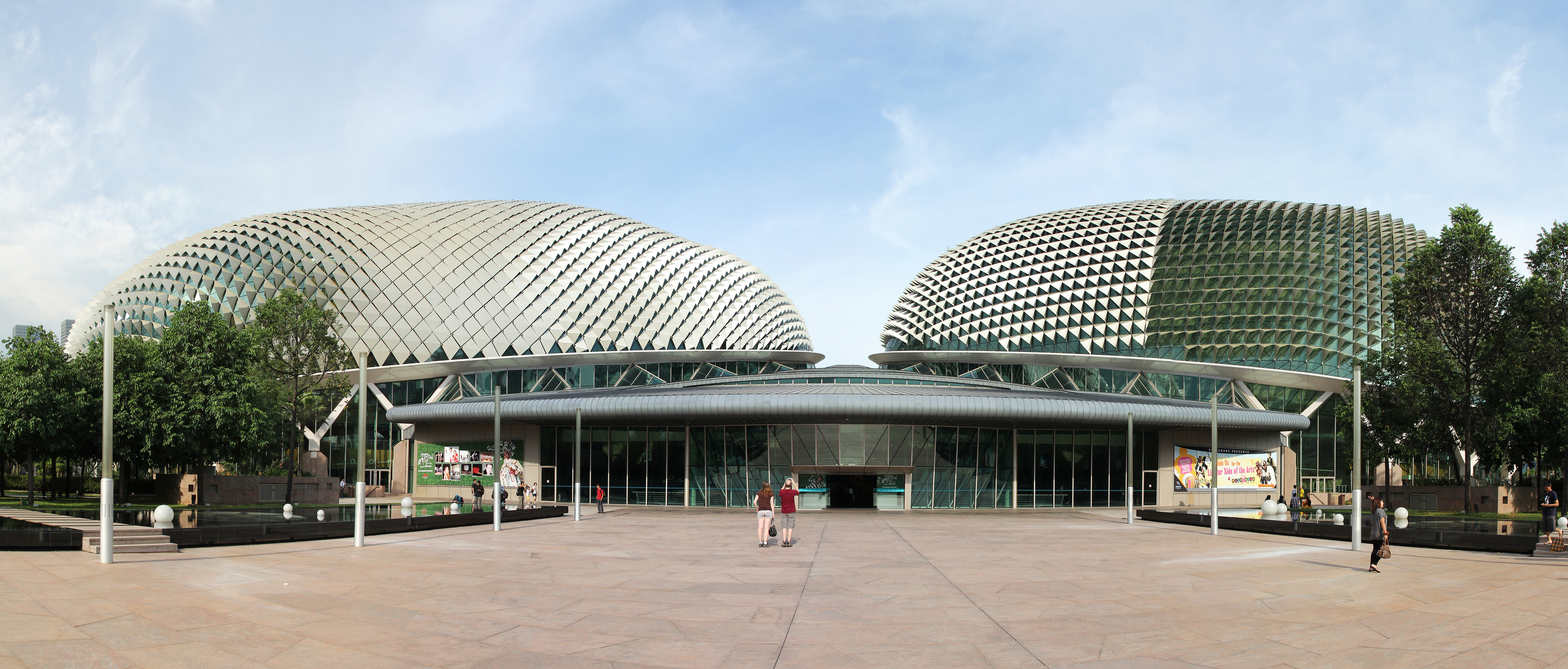
Эспланада

## Ссылка
- Официальный веб-сайт (англ.)
- Esplanade — Theatres on the Bay (англ.)